# Джордж Дж. Борхас
Джордж Хесус Борхас ([ˈbɔrhɑːs], ім'я при народженні Хорхе Хесус Борхас, нар. 15 жовтня 1950) — кубинсько-американський економіст і професор економіки та соціальної політики Роберта Скрівнера в Гарвардському університеті імені Кеннеді. Школа. Його описували як «провідного американського імміграційного економіста» та «провідного скептика імміграції серед економістів». Борхас опублікував низку досліджень, у яких зроблено висновок, що низькокваліфікована імміграція негативно впливає на корінних жителів з низьким рівнем кваліфікації (у той час, як позитивно впливає на корінних жителів із середньою та високою кваліфікацією), це твердження обговорюється серед економістів.

## Особисте життя та освіта
Борхас народився в Гавані, Куба, 15 жовтня 1950 року. Він емігрував до Сполучених Штатів у жовтні 1962 року разом зі своєю матір'ю. У 1971 році він здобув ступінь бакалавра економіки та математики в коледжі Святого Петра. Потім він здобув ступінь магістра економіки в Колумбійському університеті в 1974 році. Він здобув ступінь магістра та доктора філософії. доктор економіки в Колумбійському університеті в 1975 році за дисертацію під назвою «Інвестиції в роботу, мобільність робочої сили та заробіток».
Одружений, має трьох дітей.

## Академічна кар'єра
З 1975 по 1977 рік Борхас став доцентом економіки у Квінс-коледжі Міського університету Нью-Йорка. З 1977 по 1978 рік він був докторантом на факультеті економіки Чиказького університету. Він також був старшим науковим аналітиком Національного бюро економічних досліджень з 1972 по 1978 рік
У 1980 році він приєднався до факультету Каліфорнійського університету в Санта-Барбарі й залишався там десять років. Потім він став професором Каліфорнійського університету в Сан-Дієго з 1990 по 1995 рік. Він приєднався до викладачів Гарвардського університету в 1995 році Він є професором економіки в Гарвардському університеті.

## Робота
BusinessWeek та The Wall Street Journal назвали Борхаса «провідним економістом з питань імміграції в Америці». Він є впливовою фігурою в дебатах про імміграцію, а його дослідження економічного впливу імміграції відіграє центральну роль у дебатах про імміграційну політику в США.
Він написав багато книг і опублікував понад 100 статей у книгах і наукових журналах, включаючи American Economic Review, Journal of Political Economy і Quarterly Journal of Economics. Його остання книга — "Ми шукали робітників: Розплутування імміграційного наративу (W. W. Norton & Company, 2016).
У застосуванні до самостійного вибору мігрантів Борхас забезпечив першу формалізацію моделі Роя.

## Дискусія

### Джейсон Річвайн
Борхас був головним консультантом Джейсона Річвайна, чия дисертація в Гарварді дійшла висновку, що латиноамериканські іммігранти в США є і залишатимуться менш інтелектуальними, ніж «корінні білі». Борхас стверджував, що він «не відігравав жодної ролі у виборі теми або формуванні порядку денного дослідження» для дисертації Річвайна, але деякі вчені-соціологи зазначили, що для наукового керівника може бути проблематично не оскаржити вибір теми студента. Пізніше Борхас сказав, що він «не вважав академічну роботу IQ такою вже цікавою».

### Дослідження Маріельского виходу
У 2017 році аналіз дослідження Борхаса про наслідки Маріельского виходу (Mariel boatlift) зробив висновок, що висновки Борхаса «можуть бути просто фальшивими» і що його теорія економічного впливу Маріельского виходу «не відповідає доказам». Ряд інших досліджень прийшов до висновку, протилежного тому, що виявило дослідження Борхаса. Борхас заперечив, що неправильно витлумачив дані, назвавши суперечку «фейковими новинами». Крім того, Борхас припустив, що один з економістів, Майкл Клеменс, чиє дослідження поставило під сумнів дослідження Борхаса, був мотивований політичною упередженістю філантропів із «Силіконової долини», які роблять внесок у Центр глобального розвитку, де працює Клеменс, звинувативши Клеменса в тому, що він є платним ліхтарем «. плутократи з відкритими кордонами», і сказавши, що «вони не будуть купувати або замовляти дослідження, які не відповідають їхнім попереднім вимогам». Нобелівські лауреати Абхіджит В. Банерджі та Естер Дюфло написали про дебати, що в аналізі Борхаса не було порівняння з відповідними групами без чіткої причини.
У серпні 2017 року адміністрація Трампа, захищаючи свій план скорочення легальної імміграції до США на 50 %, посилалася на дослідження Борхаса про Маріельский вихід як на доказ того, що низькокваліфікована імміграція знижує заробітну плату американських робітників. Фактчекери відзначили, що дослідження Борхаса про Маріельский вихід (Mariel boatlift) було спростоване іншими дослідниками і зазнало «серйозної критики».
Того ж місяця в «The Atlantic», відповідаючи на запитання про приховування академічною спільнотою даних про потенційні витрати імміграції, Борхас сказав, що серед молодих соціологів існує «багато самоцензури». Дональд Девіс, економіст і захисник імміграції, відповів: «Ми з Джорджем стоїмо по різні боки політики щодо імміграції, але я згоден, що є аспекти дискусії в академічних колах, які не отримують повної картини, якщо ви прийшли до неправильного висновку».
Питання про те, якою мірою імміграція є шкодою чи благом для американської економіки, продовжує залишатися предметом палких дискусій.

### Економічний форум «Чутки про ринок праці»
Після того, як у червні 2016 року на веб-сайті було виявлено скандал із рецензуванням, Борхас похвалив дискурс на веб-сайті Economics Job Market Rumors як «освіжаючий»: «У людства все ще є надія, коли багато публікацій, написаних групою понад — Освічені молоді соціологи ілюструють скидання кайданів політкоректності та відображають повсякденні проблеми, які поділяють нормальні люди: престиж, секс, гроші, отримання роботи, секс, професійні порушення, секс. . .» Документ за 2017 рік знайшов докази відвертої ворожості до жінок на веб-сайті. Коли його запитали про статтю, Борхас сказав: «Хоч цей форум має певну цінність, є також багато образливого та тривожного. Проблема в тому, що я не знаю, де саме провести лінію». За словами Бреда Делонга, «єдиний професор економіки будь-якої ідеології чи університету, якого я можу пригадати, коли-небудь хвалив EJMR, — це Джордж Борхас».

## Політичні погляди
Miami Herald описує його як «затятого консерватора». Згідно з Miami Herald, Борхас, який сам є іммігрантом, «підтримує посилення обмежень на імміграцію, але він не вірить, що стіна, побудована Мексикою чи кимось іншим, приносить користь. Він виступає проти масової депортації нелегальних іммігрантів як негуманної. І він виступає за податок на бізнес — високотехнологічний, сільськогосподарський і всі інші, які отримують прибуток від дешевшої заробітної плати іммігрантів, і за те, щоб ці гроші віддавати американцям, переміщеним іммігрантами».

## Почесті
Борхас був обраний членом Економетричного товариства в 1998 році та членом Товариства економістів праці у 2004 році. Він також був членом Ради економічних радників при губернаторі Каліфорнії з 1993 по 1998 рік, групи Національної академії наук з демографічних та економічних наслідків імміграції з 1995 по 1997 рік і очолював Комітет відвідувачів Національного наукового фонду. для економічної програми в 1996 р.
У 2011 році він був названий співлауреатом премії IZA з економіки праці.

## Книги
Нижче перераховані книги, видані Борхасом.
- Політика заробітної плати у федеральній бюрократії (Американський інститут підприємництва, 1980)
- Друзі чи незнайомці: Вплив іммігрантів на економіку США (Основні книги, 1990)
- Економіка праці (McGraw-Hill, 1996; 2-е видання, 2000, 3-є видання, 2005, 4-е видання, 2008, 5-е видання, 2010)
- Небесні двері: імміграційна політика та американська економіка (Princeton University Press, 1999)
- Імміграційна економіка (Harvard University Press, 2014)
- Нам потрібні працівники: розгадка імміграційного наративу (WW Norton & Company, 2016)